# Districtul Ban Thaen
Ban Thaen (în thailandeză บ้านแท่น) este un district (Amphoe) din provincia Chaiyaphum, Thailanda, cu o populație de 43.992 de locuitori și o suprafață de 308,707 km².

## Componență
Districtul este subdivizat în 5 subdistricte (tambon), care sunt subdivizate în 66 de sate (muban).
| 1. | Ban Thaen | บ้านแท่น |  |
| 2. | Sam Suan  | สามสวน |  |
| 3. | Sa Phang  | สระพัง  |  |
| 4. | Ban Tao   | บ้านเต่า |  |
| 5. | Nong Khu  | หนองคู  |  |